# Szími
Szími (görögül Σύμη, angolos átírásban Symi, időnként Syme vagy Simi) a Dodekanészosz görög szigetcsoport egyik tagja és a rajta lévő önkormányzat neve egyben. A hegyes, mára nagyrészt kopár szigeten található a hasonló történelmi kikötő-település és néhány más kisebb lakott hely. A sziget jelentős szerepet játszott az ókori görögök történelmében és mitológiájában. Később is híres volt hajóépítőiről és szivacshalászatáról, ezek az ágazatok a 19. században jelentős gazdasági fellendülést eredményeztek. Lakossága ekkor elérte 22 500 főt, ami mára csaknem tizedére csökkent. Jelenleg fontos turisztikai központ, kirándulóhely.

## Földrajza

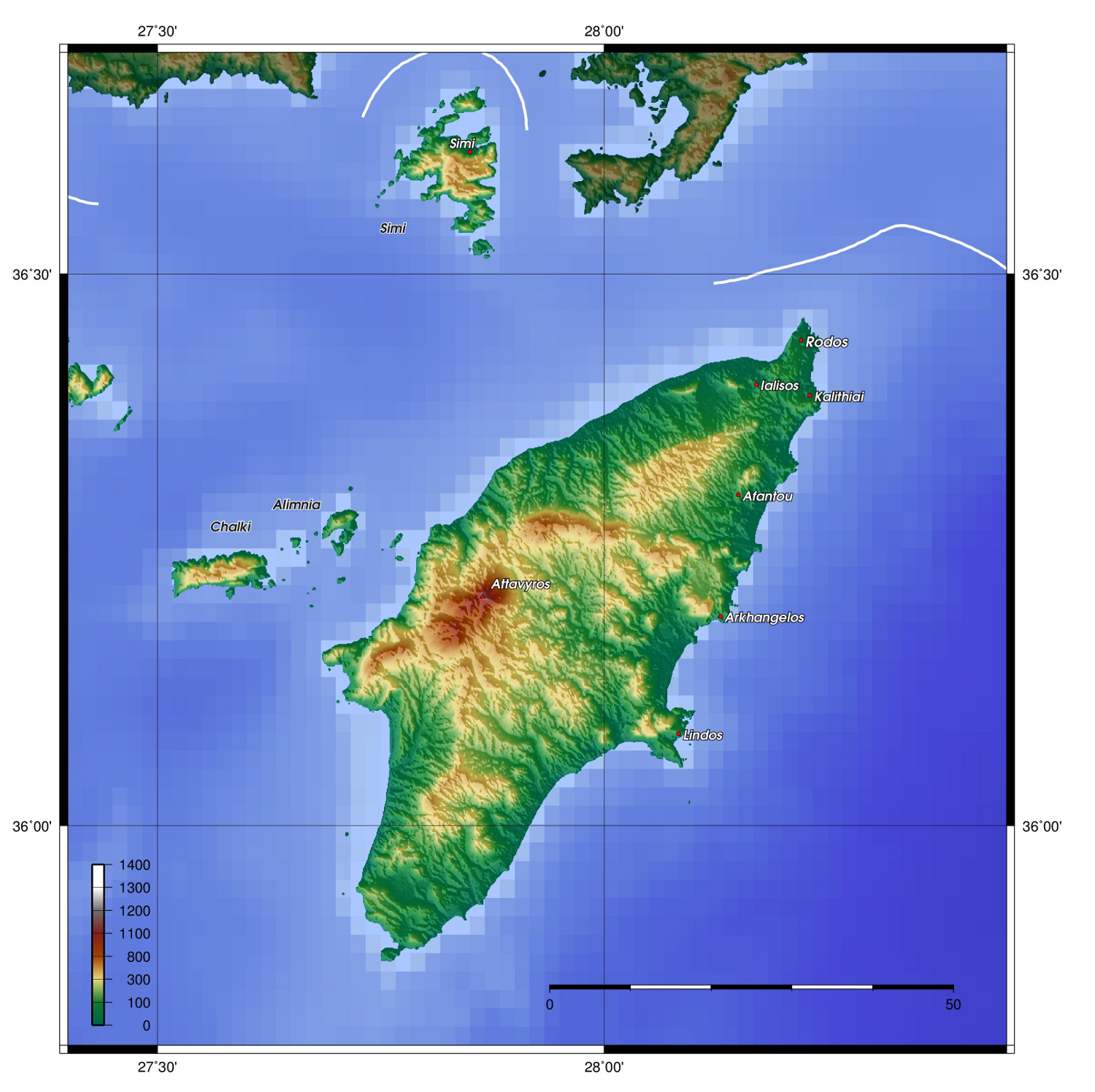
Szími szigete (fent, középen) Rodosz és környéke domborzati térképén

A sziget földrajzilag is, csakúgy, mint közigazgatásilag, a Dodekanészosz része. A török partok közvetlen közelében helyezkedik el, a legkisebb távolság 8 km. 41 kilométeres hajóút választja el Rodosz szigetétől, Athén kikötőjétől, Pireusztól pedig 425 kilométerre van. 58,1 km² felületét nagyrészt kopár hegyek borítják. Partja zegzugos, több kitűnő természetes kikötője is van. Közigazgatásilag a szigethez tartoznak még a környező lakatlan szigetecskék, Jialeszíno, Diavátesz, Kouloúndrosz, Marmarász, Nímosz, Szeszklío, and Hondrósz. Ezekkel együtt teljes területe 65,764 km².

## Történelme
A görög mitológiában Szími előkelő helyet kapott, a szigetet tekintették a khariszok – a latin gráciák – szülőföldjének. Nevét eszerint egy nimfáról kapta. (Az antikvitásban Aigli és Metapontis néven is ismert volt.) Idősebb Plinius azonban úgy vélte, hogy neve a majmot jelentő scimmia görög szóból származik.
Homérosz Iliaszában a sziget Nireusz király birtoka, aki a trójai háborúban három hajóval a görögök oldalán harcolt. Az ókorban még erdős Szími szigete igen híres volt hajóácsairól. A hagyomány szerint itt építették az argonauták Argó nevű hajóját is. Thuküdidész szerint a peloponnészoszi háborúban i. e. 411-ben a sziget közelében nagy tengeri csatára került sor, amelyben egy spártai hajóraj legyőzte az athéniakat.
A sziget ezután egy időre eltűnt a forrásokból, de a régészet tanúsága szerint folyamatosan lakott volt. A rómaiak után a bizánciak uralma alá került, majd a 14. században – Rodosszal együtt – a Szent János lovagrend szerezte meg. A hajóépítés virágzott a Szent János-lovagrend idején, valamint az 1522-től azt követő török uralom alatt is. I. Szulejmán oszmán szultán az itt gyűjtött kitűnő szivacsokért és a hajókért cserébe kiváltságokat is biztosított a sziget lakóinak.
A 19. századra a helybéliek meggazdagodtak a szivacshalászatból. Az ekkor, egységesen neoklasszicista stílusban épült polgári házakból alakult ki a település mai megragadó látképe. A faállomány kitermelésével és a gőzhajók megjelenésével párhuzamosan a hajóépítés visszaesett, a szivacshalászatot pedig a túlhalászás mellett a 20. század elején pusztító szivacsvész tette tönkre. A török uralom után a Dodekanészosz többi szigetével együtt Szími 1912-ben olasz birtok lett, és sajátos módon, kiváltságait elvesztve, a korábbinál rosszabb helyzetbe került. A lakosság nagy része kivándorolt, nem csak Görögország más területeire, hanem szerte a nagyvilágba.
A második világháború során 1943-ban a németek szállták meg. A háború végén Szími szigetén írták alá azt a dokumentumot, amelyben Dodekanészosz a szövetségesek birtokába került. 1948-ban lett Görögország része.

## Vallás
A szigeten több ortodox kolostor és számos kis templom is van, amelyek legtöbbje Mihály arkangyal nevét viseli. Mellette Szent Miklósnak is több templomot szenteltek. A kis-ázsiai szent többek között a hajósok védőszentje, a kereszténység megjelenésével ő vette át a görög mitológia tengeristenének, Poszeidónnak a szerepét. A leghíresebb kultuszhely a szigeten a Panormitiszi Szent Mihály kolostor, amit a turistákon kívül a világ minden tájáról érkező görög zarándokok is felkeresnek. A kolostort 30 szerzetes lakja, és a zarándokok számára is szállást tudnak nyújtani.

## Lakossága
Lakosságának túlnyomó része a fő településen, a sziget északi részén él, ami szintén a Szími nevet viseli. A kikötő menti, Jialosznak nevezett alsóváros felett a domboldalon helyezkedik el Horio vagy Ano Szími. További kis lakott helyek, maroknyi lakossággal, Pedi, Nimborio, Marathounda és Panormitisz. Utóbbi öblében van a sziget híres kolostora, a Panormitiszi Szent Miklós kolostor, ami a turistahajók programjában is szerepel.
A sziget nem csak turistákat, hanem állandó letelepülőket is vonz az Európai Unió országaiból, különösen Nagy-Britanniából és Olaszországból. 2006-ban mintegy 120 nem-görög állandó lakosa volt, közülük 50 brit állampolgár. A letelepülő külföldiek számos elhagyott házat helyreállítottak, az előírásoknak megfelelően eredeti szépségében. Az EU-polgárok beáramlása nem csak demográfiai, hanem kisebb helyi politikai változásokhoz is vezetett, mivel nekik is joguk van szavazni a helyhatósági választásokon.

## Gazdasága
A szigeten nincs természetes ivóvíz, azt tankhajókkal Rodoszról szállítják. Lakossága nagyrészt a turizmusból él. A lakosság kis része az építőiparban, a halászatban és a mezőgazdaságban tevékenykedik. A hagyományos hajóépítésből két kis, halászhajókat építő, javító műhely maradt. Néhányan a szintén nagy múltra visszatekintő fafaragás és belsőépítészet (díszes faajtók) hagyományait ápolják. Az áprilistól októberig tartó szezon alatt naponta érkeznek nagy, zsúfolt kirándulóhajók a szigetre főleg Rodoszról. Az egynapos kirándulókon kívül mások több napra, esetleg hosszabb időre is érkeznek. Világszerte sok, a szigetről származó görög család él, akik közül sokan szintén a szigeten töltik szabadságukat.

## Galéria

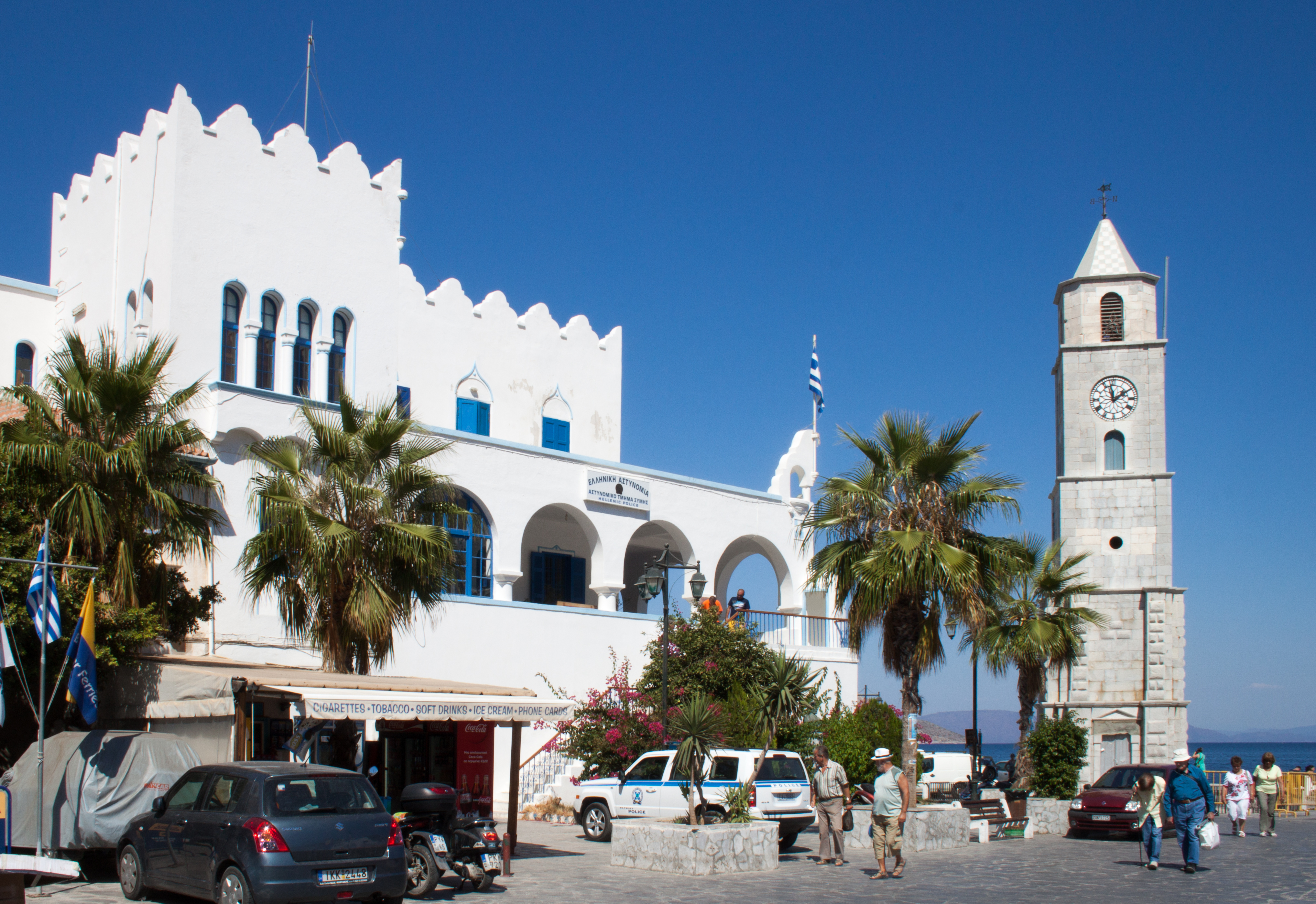
Rendőrség, óratorony
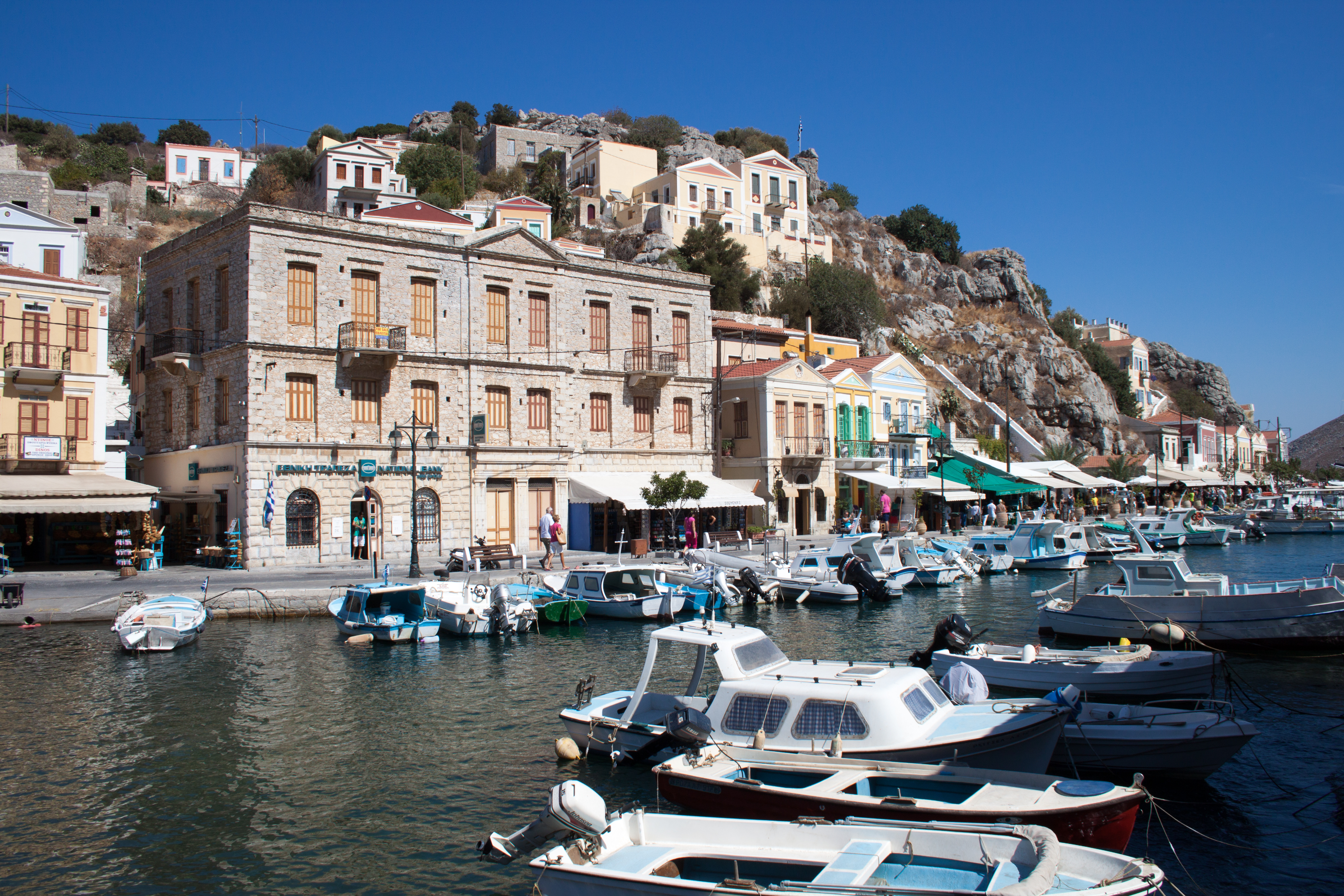
A kikötő részlete
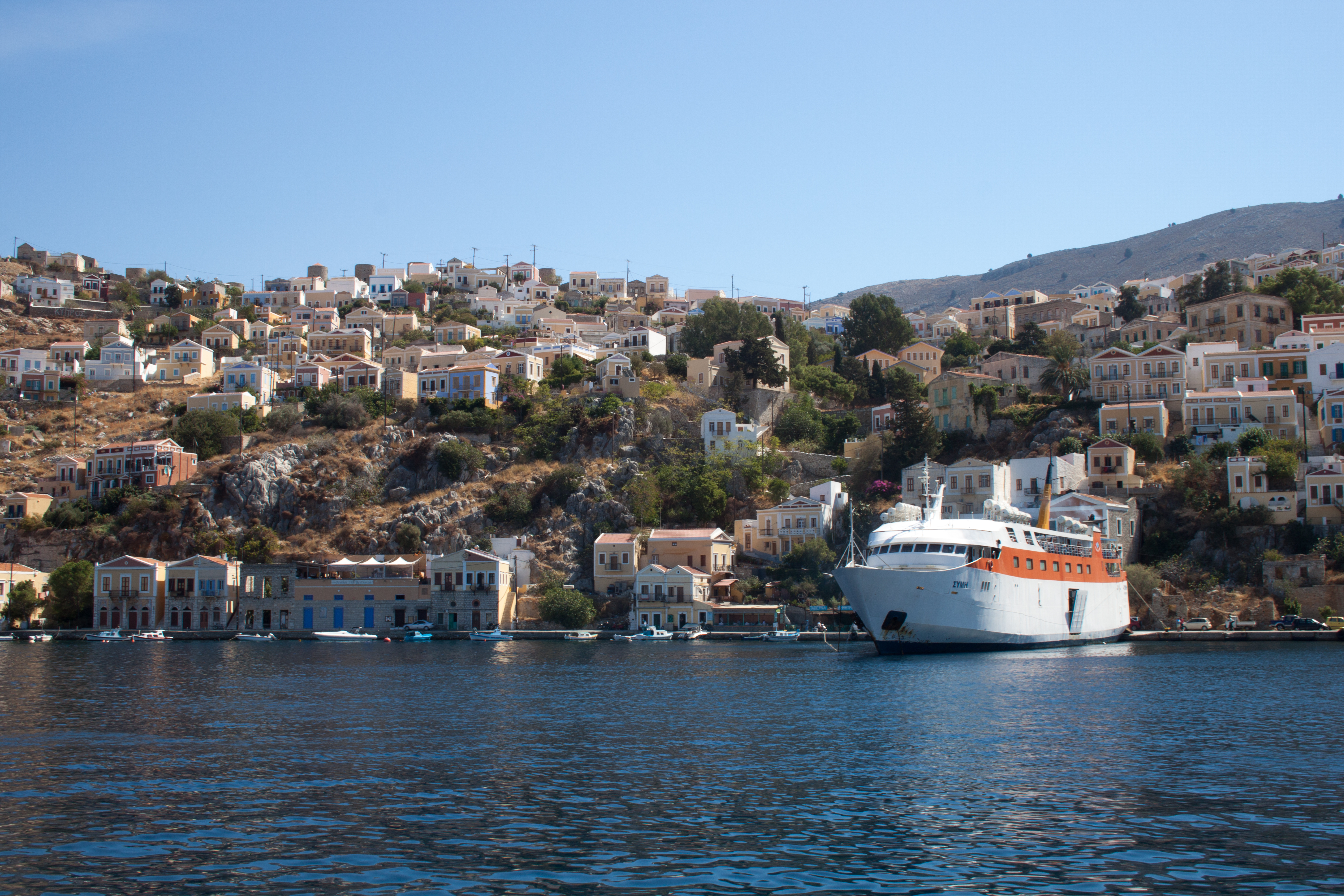
A rodoszi komp a kikötőben
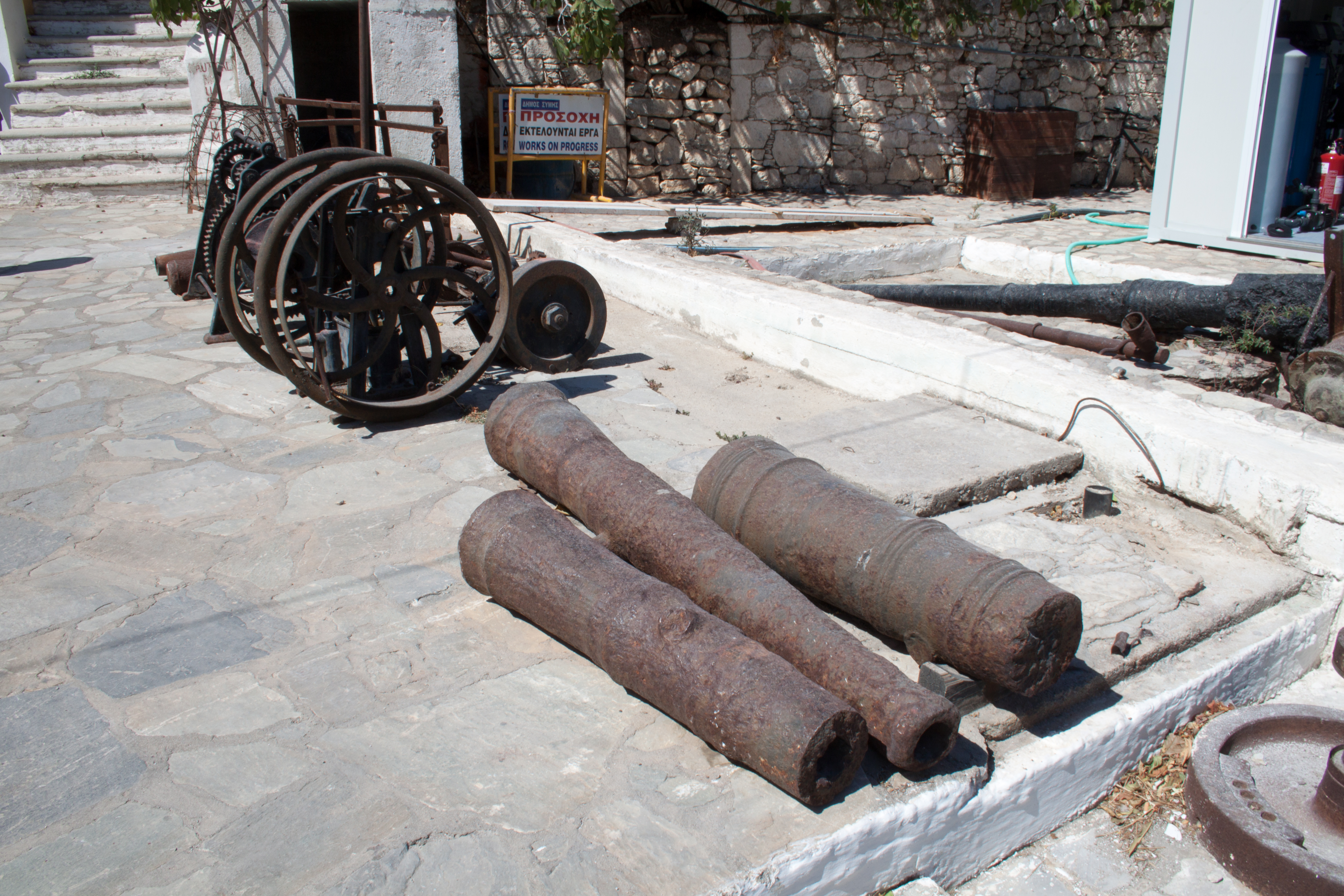
Leletek a tengerből az utcán
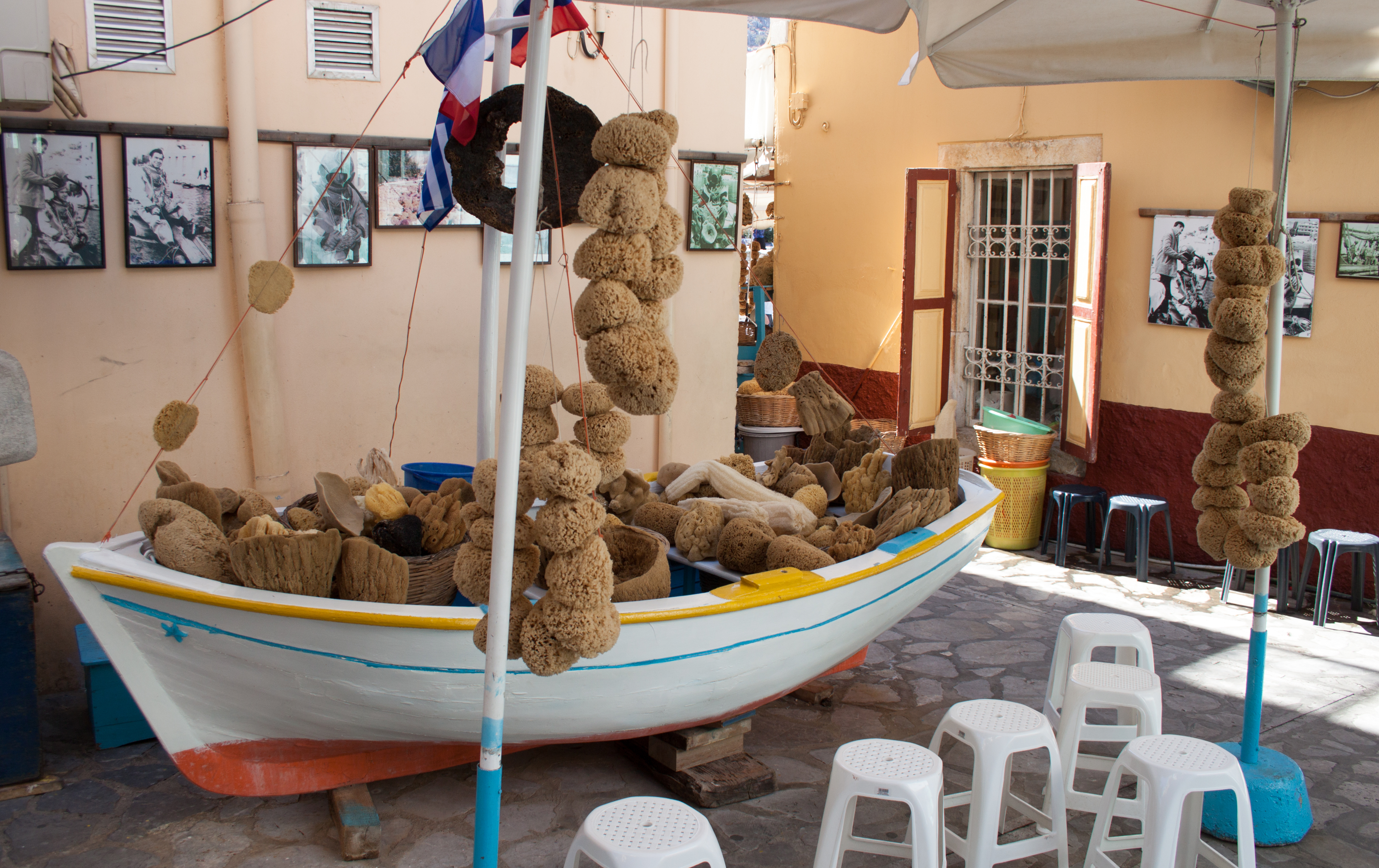
Szivacsbemutató és árusítás
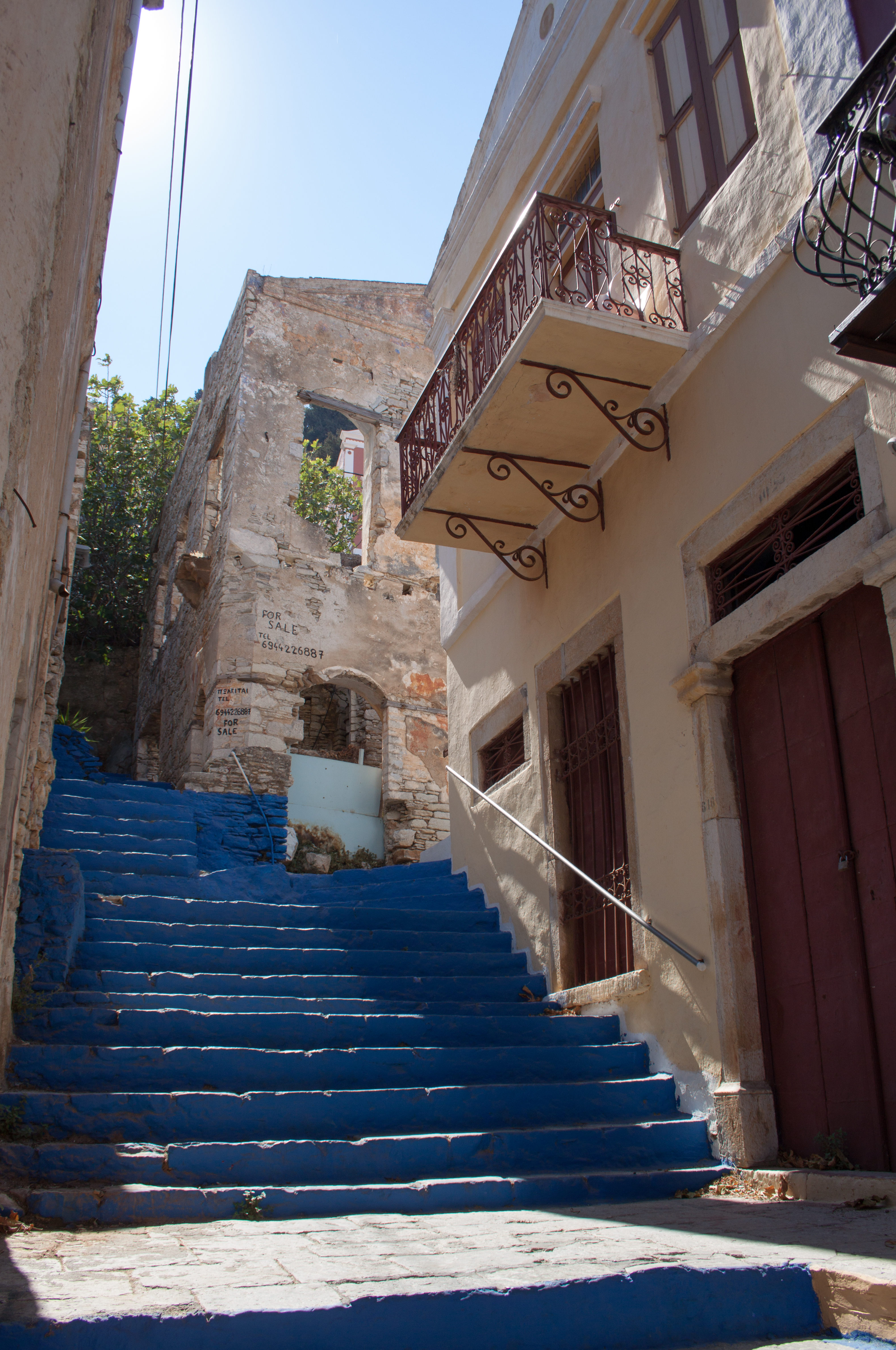
Kék lépcsők
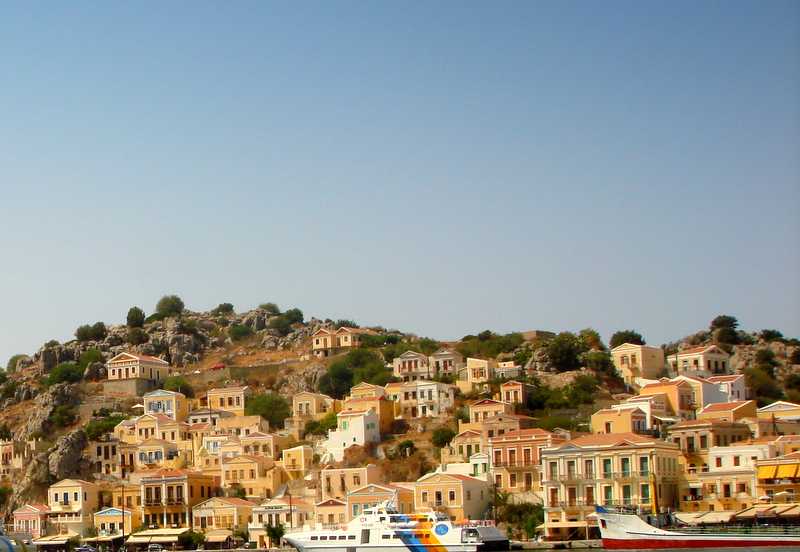
Lakóépületek
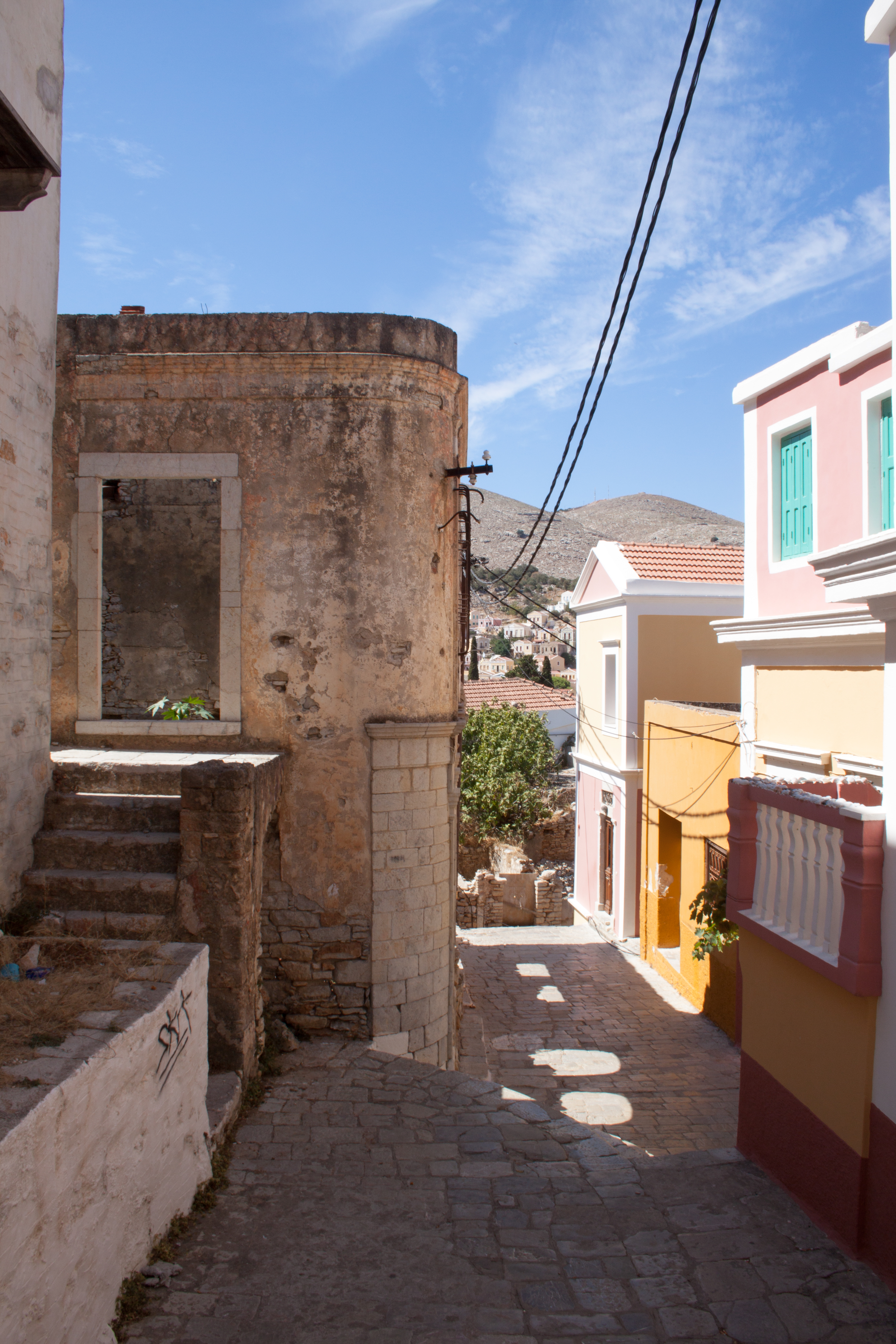
Felsővárosi részlet
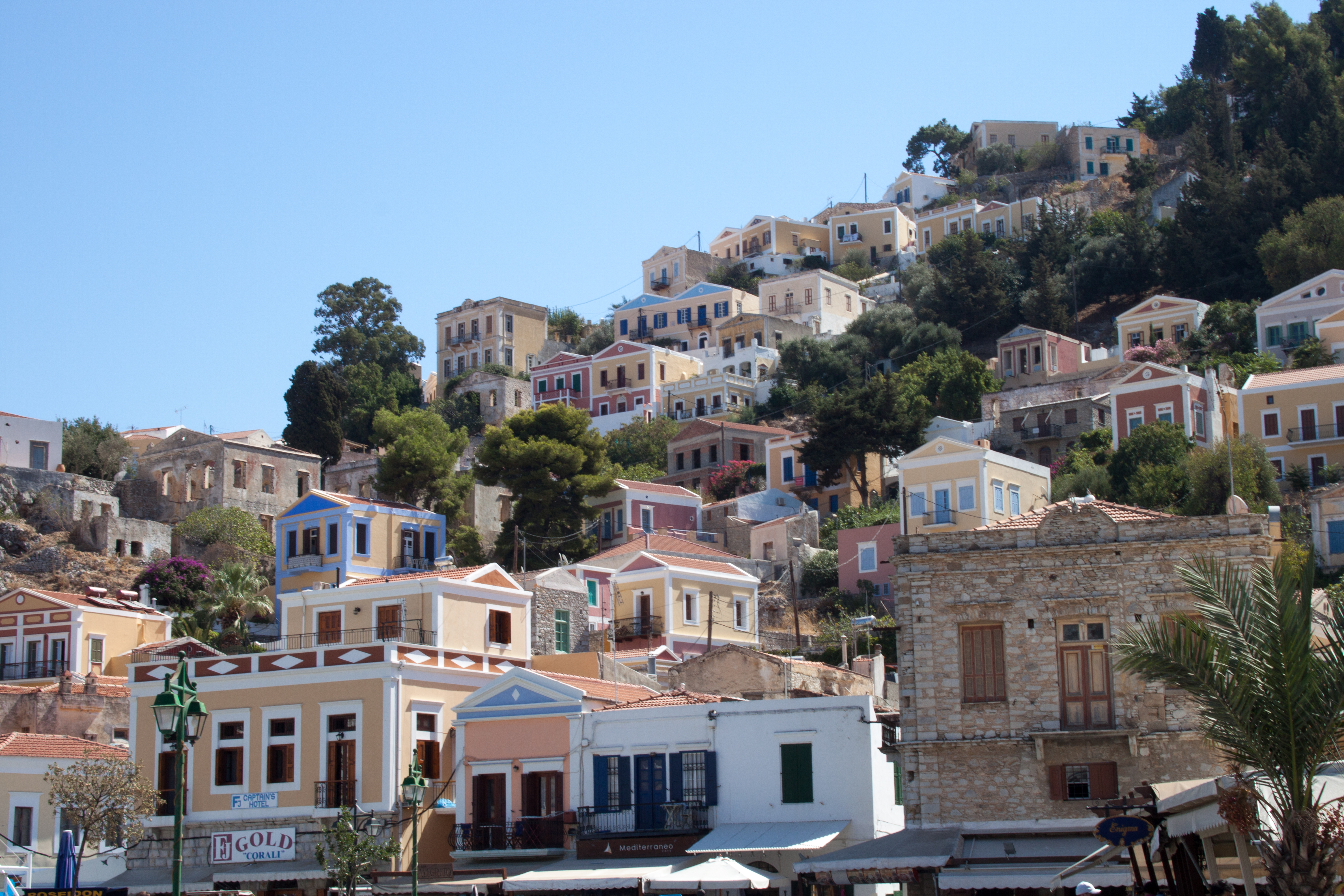
Neoklasszikus lakóépületek
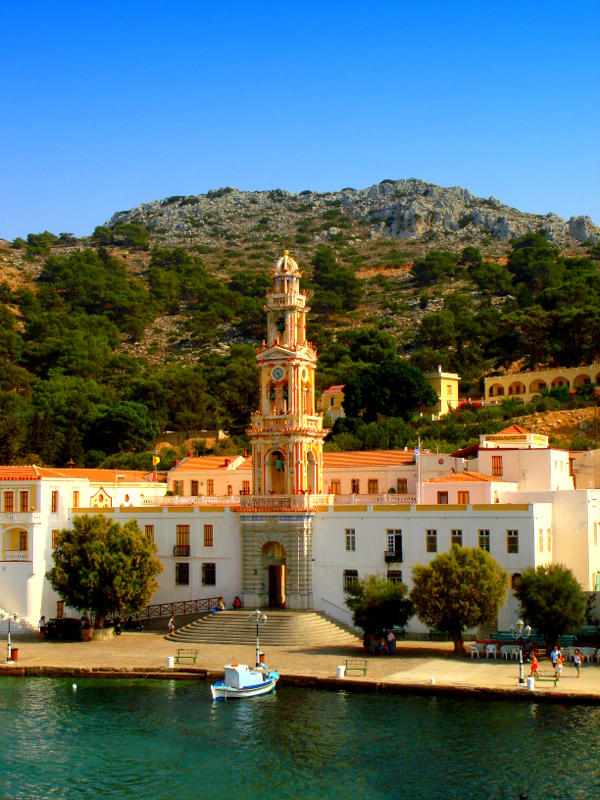
Panormitiszi,  kolostor Mihály arkangyal